# Lecane segersi
Lecane segersi is een raderdiertjessoort uit de familie Lecanidae. De wetenschappelijke naam van deze soort is voor het eerst geldig gepubliceerd in 1996 door Sanoamuang.